# Massacre de Psará
Vous lisez un « article de qualité » labellisé en 2007.
Le massacre de Psará (en grec moderne : Καταστροφή των Ψαρών) est un épisode de la guerre d'indépendance grecque. Il fut perpétré par les Ottomans contre la population grecque de l’île de Psará en juillet 1824. Psará était une île d'armateurs et de marins dont la flotte menait régulièrement des actions contre l'Empire ottoman. Le sultan Mahmoud II en décida la destruction afin de faciliter une contre-attaque en Grèce continentale. Plus de cent cinquante navires firent débarquer plusieurs milliers d'hommes sur une île d'une quarantaine de kilomètres carrés qui avait accueilli de nombreux survivants de massacres précédents. Le bilan est estimé à 17 000 morts ou vendus comme esclaves. Mais, contrairement au massacre similaire sur Chios avec lequel il fut peut-être confondu, celui-ci ne suscita que très peu d'émotion en Occident.

Une carte de situation avec les principaux lieux cités.

## Contexte

### La guerre d'indépendance grecque

Germanos bénit les insurgés grecs.

La guerre d’indépendance grecque fut une guerre de libération contre l’occupation ottomane. Si les affrontements principaux eurent lieu dans le Péloponnèse et autour d’Athènes, d'autres régions furent concernées, comme les îles de l'Égée.
Ali Pacha de Janina qui cherchait à assurer définitivement l’indépendance de ses possessions en Épire s’était révolté contre le sultan Mahmoud II en 1820. La Porte (nom parfois aussi donné au gouvernement de l’Empire ottoman) avait dû mobiliser toute une armée autour de Ioannina. Pour les patriotes grecs organisés dans la Filikí Etería et qui préparaient le soulèvement national depuis la fin du XVIIIe siècle, cette rébellion rendait le moment favorable. Il y avait potentiellement moins de soldats turcs disponibles pour réprimer leur soulèvement. L’insurrection fut déclenchée dans le Péloponnèse. Elle commença entre le 15 et le 20 mars 1821 sous la double impulsion de Theódoros Kolokotrónis, un des chefs de l’insurrection, et de l’archevêque de Patras, Germanos, qui proclama la guerre de libération nationale le 25 mars. Au même moment, Alexandre Ypsilántis pénétrait en Moldavie et Valachie, second foyer prévu pour l'insurrection, à la tête d'une troupe composée de membres de la Philiki Etairia installés en Russie. L'Empire ottoman réduisit l'insurrection dans les provinces danubiennes en neuf mois, tandis qu'en Grèce même, les insurgés triomphaient. Entre 1821 et 1824, les Ottomans avaient été chassés du Péloponnèse, de la Grèce centrale et de la plupart des îles de l'Égée. La flotte ottomane était bloquée en Propontide grâce à l'engagement des navires des principales îles d'armateurs : Hydra, Spetses et Psará.
Les victoires grecques avaient cependant été de courte durée. Deux guerres civiles avaient affaibli le mouvement entre 1823 et 1825. Il y avait en effet une forte opposition entre deux catégories de dirigeants potentiels, avec deux types de légitimité tout aussi valables. D’un côté, se trouvaient les notables marchands issus de l’administration ottomane du continent et de la bourgeoisie maritime des îles. De l’autre, il y avait les chefs de guerre issus de la classe « para-sociale » des klephtes et armatoles, souvent en fait réellement issus de la paysannerie comme Theódoros Kolokotrónis et espérant donner un rôle politique plus important aux paysans. On assista alors à deux guerres civiles en 1823-1825. La première avait été provoquée par les notables qui voulaient reprendre le contrôle de la révolution et la remettre dans la voie qu'ils défendaient en écartant les chefs de guerre du pouvoir. La seconde opposa le continent aux îles. Le sultan avait aussi appelé à l’aide son vassal égyptien Méhémet Ali qui avait dépêché en Grèce son fils Ibrahim Pacha avec une flotte et, dans un premier temps, 8 000 puis 25 000 hommes. La flotte et les troupes égyptiennes avaient d'abord réduit l'insurrection en Crète et à Kassos, puis ce fut le tour de Psará.

### Une île de marins et d'armateurs au service de l'indépendance

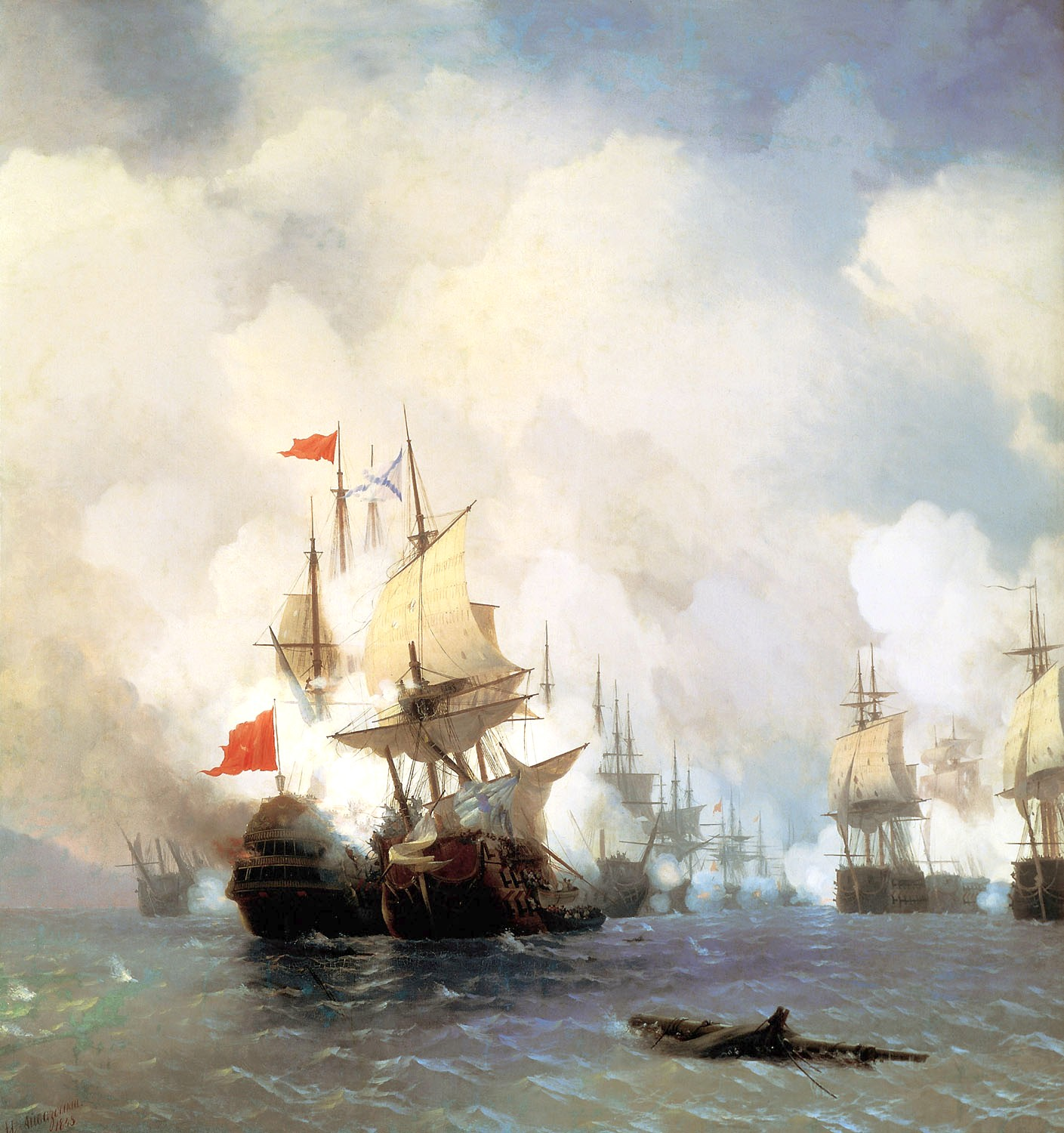
La Bataille de Tchesmé, 7 juillet 1770. Tableau de Ivan Aivazovsky.

Psará était une île peu fertile. Sa principale production agricole était un vin de qualité moyenne. Ses habitants, entre 5 000 et 6 000 au début de la guerre d'indépendance, étaient principalement des pêcheurs et des marins. L'aridité de l'île l'avait poussée vers la mer et le commerce. Comme pour le reste des îles commerçantes de Grèce, le traité de Koutchouk-Kaïnardji (1774) accrut sa fortune. Le commerce du blé lors des guerres napoléoniennes lui avait aussi profité : ses navires avaient forcé le blocus maritime imposé par les Britanniques à la France. Toutes les îles de l'Égée dépendaient du Capitan pacha, mais Psará, ainsi qu'Hydra et Spetses, avaient acheté leur liberté. Un impôt léger, prélevé par les Grecs eux-mêmes, était payé au Capitan pacha et des marins étaient mis à la disposition de la flotte ottomane. L'île était gouvernée par trois « démogérontes » élus tous les ans par quarante électeurs désignés eux aussi tous les ans par l'ensemble de la population.
La situation géographique de Psará faisait qu'elle pouvait assez facilement surveiller l'entrée des Dardanelles et prévenir d'une sortie de la flotte ottomane.
Psará s'engagea dans la guerre d'indépendance grecque le dimanche de Pâques 1821, soit deux semaines après le début du soulèvement dans le Péloponnèse. Quarante de ses navires marchands, convertis rapidement en « navires de guerre » furent alors mis au service de la Grèce insurgée. La flotte ottomane était quant à elle une véritable flotte de guerre avec des vaisseaux de ligne et des navires de soutien. Les Grecs compensèrent cette infériorité grâce à une spécialité psariote : le brûlot qui avait démontré son efficacité lors de la bataille de Tchesmé pendant la révolution d'Orloff (1769-1771). Quatre brûlots psariotes avaient réussi à se glisser dans la ligne ottomane et à l'enflammer, amenant à terme sa destruction.
Ses vaisseaux contrôlèrent très rapidement l'Égée. Ainsi, dès le mois d'avril, la Porte avait rassemblé 3 000 hommes à Smyrne avant de les envoyer écraser le soulèvement en Grèce. Sept navires de Psará intervinrent pour empêcher la traversée. Un navire ottoman fut coulé et quatre autres capturés (avec les 450 hommes qu'ils transportaient). Le 14 mai, Andreas Giannitsi, un capitaine psariote, fit un coup de main contre un fort du golfe d'Enos (sur la côte thrace) et captura vingt-trois canons, deux obusiers et leurs munitions. L'île participa au premier engagement naval de grande ampleur le 7 juin 1821, lors de la bataille d'Eresós (une baie de Lesbos). Le deuxième plus grand vaisseau de ligne ottoman, armé de soixante-seize canons, s'était trouvé coupé du reste de la flotte. Il fut décidé d'utiliser des brûlots. Seuls des vieux marins psariotes, vétérans de Tchesmé, connaissaient encore la technique. Le troisième brûlot fut le bon : le navire prit feu, s'échoua puis explosa après la fuite de son équipage. Lorsque le reste de la flotte ottomane arriva le lendemain, les navires grecs s'avancèrent vers celle-ci et la mirent en fuite,. Le mois suivant, une flotte combinée de quatre-vingt-dix navires de Psará, Hydra, Spetses et Kassos empêcha un débarquement sur Samos mené par le Capitan pacha Kara Ali qui commandait quatre vaisseaux de ligne, cinq frégates et une vingtaine de vaisseaux transportant 12 000 soldats ottomans.

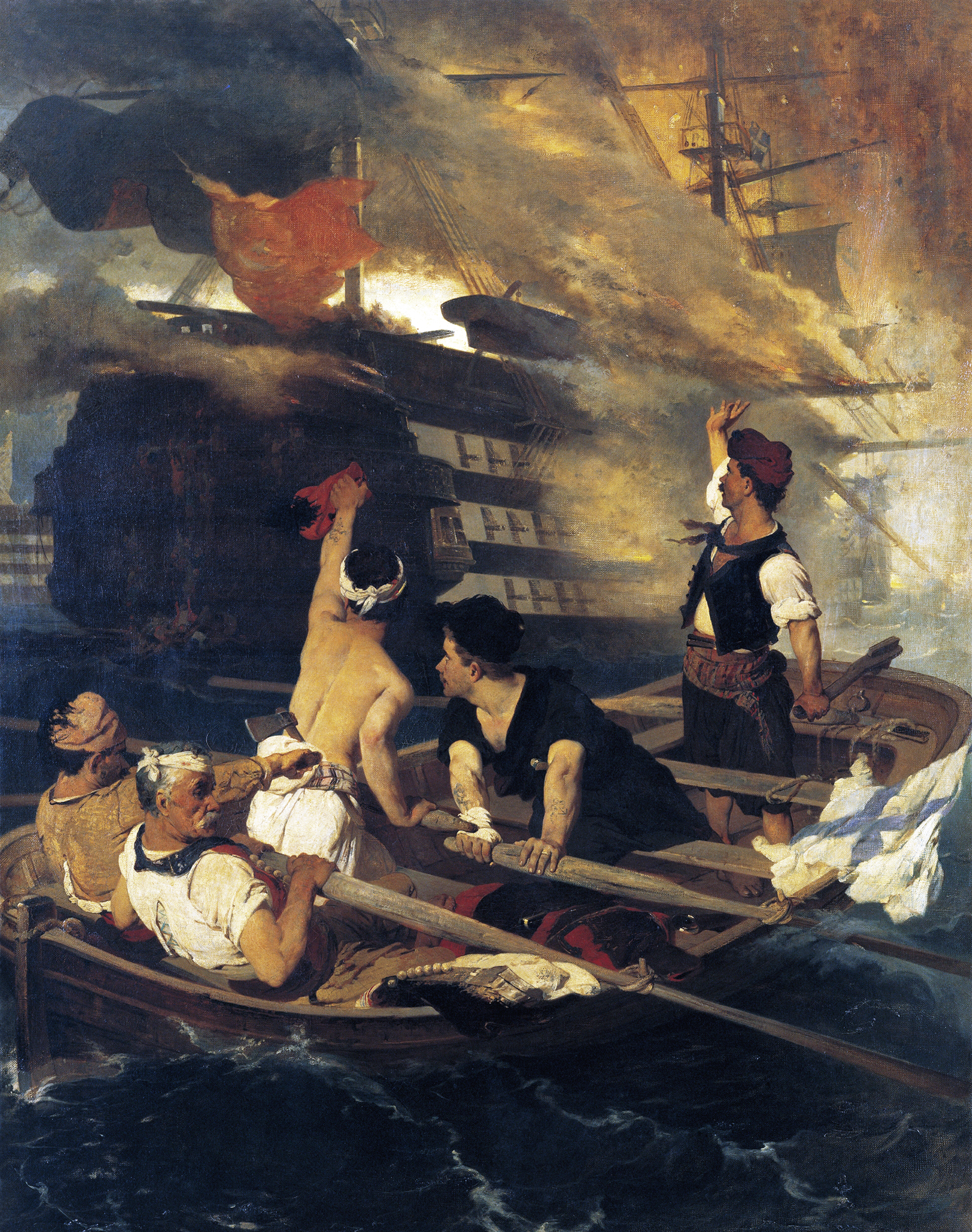
Le navire amiral turc attaqué par le brûlot psariote de Kanáris. Tableau de Nikifóros Lýtras.

Psará participa à l'évacuation des chrétiens chassés de Kydonies lors des exactions ottomanes dans la ville à l'été 1821, puis à l'évacuation des Chiotes survivants lors du massacre de Chios en mai 1822. Ses navires composèrent aussi la flotte grecque combinée (Psará, Hydra, Spetses) de cinquante-six vaisseaux de ligne et huit brûlots, qui donnèrent la chasse à la flotte ottomane dans la seconde moitié du mois de mai 1822 après les massacres. Le 18 juin (6 juin julien) 1822, le capitaine psariote Konstantínos Kanáris coula le vaisseau amiral ottoman avec son brûlot, tuant l'amiral ottoman Kara Ali et 2 000 marins turcs. La flotte ottomane était ancrée dans la baie de Chora, capitale de Chios. L'attaque eut lieu le soir, au moment de la rupture du jeûne du Ramadan. Le brûlot de Kanáris éperonna la Capudana (navire amiral de la flotte ottomane) vers minuit. Le mât de beaupré fut coincé dans un sabord au niveau de la proue et la mèche allumée. Kanáris et ses hommes évacuèrent tandis que le navire-amiral s'embrasait en quelques minutes. Les marins turcs essayèrent de s'enfuir avec les canots de sauvetage, dont deux trop chargés coulèrent. Kara Ali, alors qu'il embarquait dans une chaloupe, reçut un espar enflammé sur la tête. Conduit sur la terre ferme, il mourut le lendemain. Il fut enterré dans la citadelle de Chora. Son navire explosa au bout de trois-quarts d'heure, quand la réserve de poudre fut touchée.
Les marins psariotes lançaient souvent des coups de main contre les côtes turques, pillant et rançonnant les habitants, et paralysaient les communications et le commerce en empêchant la navigation côtière.
L'île devint donc une des principales cibles du sultan ottoman lors de sa contre-attaque face à la Grèce insurgée. Mahmoud II, découvrant la taille de Psará comparée aux torts que l'île lui causait, aurait déclaré :

« Ôtez-moi de la carte cette petite tache ; dites à mon Capitan pacha d'attacher cette roche à son vaisseau et de me l'amener. »

## Le massacre
Les troupes d'Ibrahim Pacha avaient écrasé le soulèvement en Crète, mais ses navires avaient été harcelés par les flottes de Kassos et surtout de Psará. Afin de faciliter un prochain débarquement dans le Péloponnèse, la Porte décida de réduire ces deux îles. Ibrahim Pacha se chargea de Kassos début juin. La flotte ottomane, commandée depuis le printemps 1823 par le Capitan pacha Husrev, s'attaqua à Psará le mois suivant. Ces deux îles étaient des cibles relativement faciles : proches des côtes d'Asie mineure, elles étaient par contre éloignées des renforts potentiels venus de Grèce continentale. Dans les deux cas, les flottes d'Hydra et Spetses arrivèrent trop tard.

### La prise de l'île

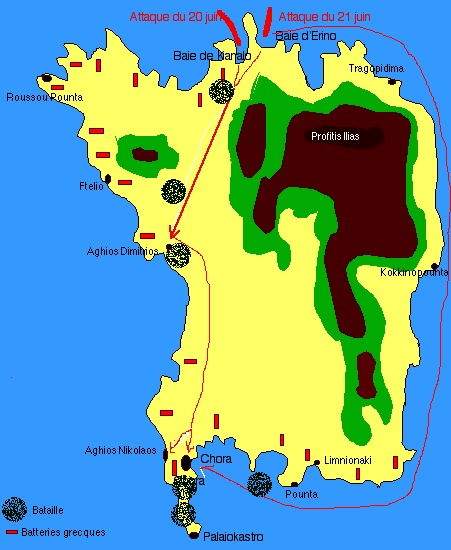
Carte schématique de l'attaque.
L'île mesure entre 7 et 8 km dans sa plus grande longueur et sa plus grande largeur.

#### Préparatifs
Au début de l'été 1824, une attaque semblant imminente, les démogérontes de l'île prirent un certain nombre de dispositions. Certaines furent positives, comme le renforcement des citadelles (en l'occurrence des monastères fortifiés) d'Aghios Nikolaos (Saint-Nicolas dite parfois aussi Saint-Jean) et Palaiokastro, qui reçut 24 nouvelles batteries. D'autres furent moins heureuses : les navires présents furent démâtés afin de servir de rempart en mer, mais ils perdirent toute possibilité de manœuvre ainsi que leur utilité comme moyen de fuite (à moins que les démogérontes n'aient voulu en quelque sorte « brûler leurs vaisseaux » comme semble le suggérer la décision de brûler tous les gouvernails) ; les défenseurs potentiels furent aussi répartis sur l'ensemble des côtes, même aux endroits où tout débarquement était impossible, réduisant ainsi les défenses principales, dont celles de la ville. Il semblerait enfin que le commandement d'un secteur ait été confié à deux Arvanites (Albanais chrétiens ayant fui les persécutions ottomanes au XVIIIe siècle), Kotas et Karabelias, achetés par le Capitan pacha.
Le 27 juin, une douzaine de frégates ottomanes vinrent reconnaître les côtes de l'île, afin de repérer le lieu le plus propice au débarquement. Les canonnades depuis la côte furent sans effet. Le 2 juillet 1824 (20 juin julien), une première attaque eut lieu au nord de l'île, dans la baie de Kanalos. Elle se résuma à un échange d'artillerie. Le soir, les navires de guerre et de transport relâchèrent entre Lesbos et Psará, tous fanaux allumés pour éviter toute surprise. Konstantínos Kanáris décrit la mer cette nuit-là comme un « immense pont de bateaux ».

#### Débarquement
Le 3 juillet 1824 (21 juin julien), les 176 vaisseaux commandés par Husrev Pacha transportant les soldats ottomans attaquèrent Psará. L'île qui n'était habituellement peuplée que de 6 000 à 7 000 habitants, abritait alors plus de 25 000 personnes, réfugiées d'Aivali et de Chios. Les quelques vaisseaux qui la protégeaient ne firent pas le poids. La flotte se scinda en deux colonnes. La première effectua une attaque de diversion sur la partie la plus fortifiée de la baie où se trouve la capitale de l'île. La seconde se porta vers la partie de la côte défendue par Kotas et Karabelias, au nord de l'île, près de la baie de Kanalos, et réussit, sous le couvert de l'épaisse fumée créée par une décharge de ses canons, à faire débarquer plus de 10 000 Albanais musulmans, qui constituaient alors les troupes d’élite de l'armée ottomane, commandés par Ismael Pliassa, dans la petite baie voisine d'Erino. Ils s'avancèrent très rapidement dans les terres, prirent la batterie de quatre ou cinq canons, qui protégeait la côte. Kotas et Karabelias passèrent alors du côté des attaquants qui les exécutèrent aussitôt, considérant qu'il n'était pas possible de faire confiance à des traîtres. Les défenseurs (523 Psariotes, 800 Rouméliotes et 125 Samiotes) finirent par succomber, après avoir neutralisé 4 000 Albanais. La route de la capitale Psará, de l'autre côté de l'île, était ouverte. Les rares défenseurs psariotes ou macédoniens furent bousculés et n'empêchèrent jamais la progression des janissaires.

#### Attaque de Chora

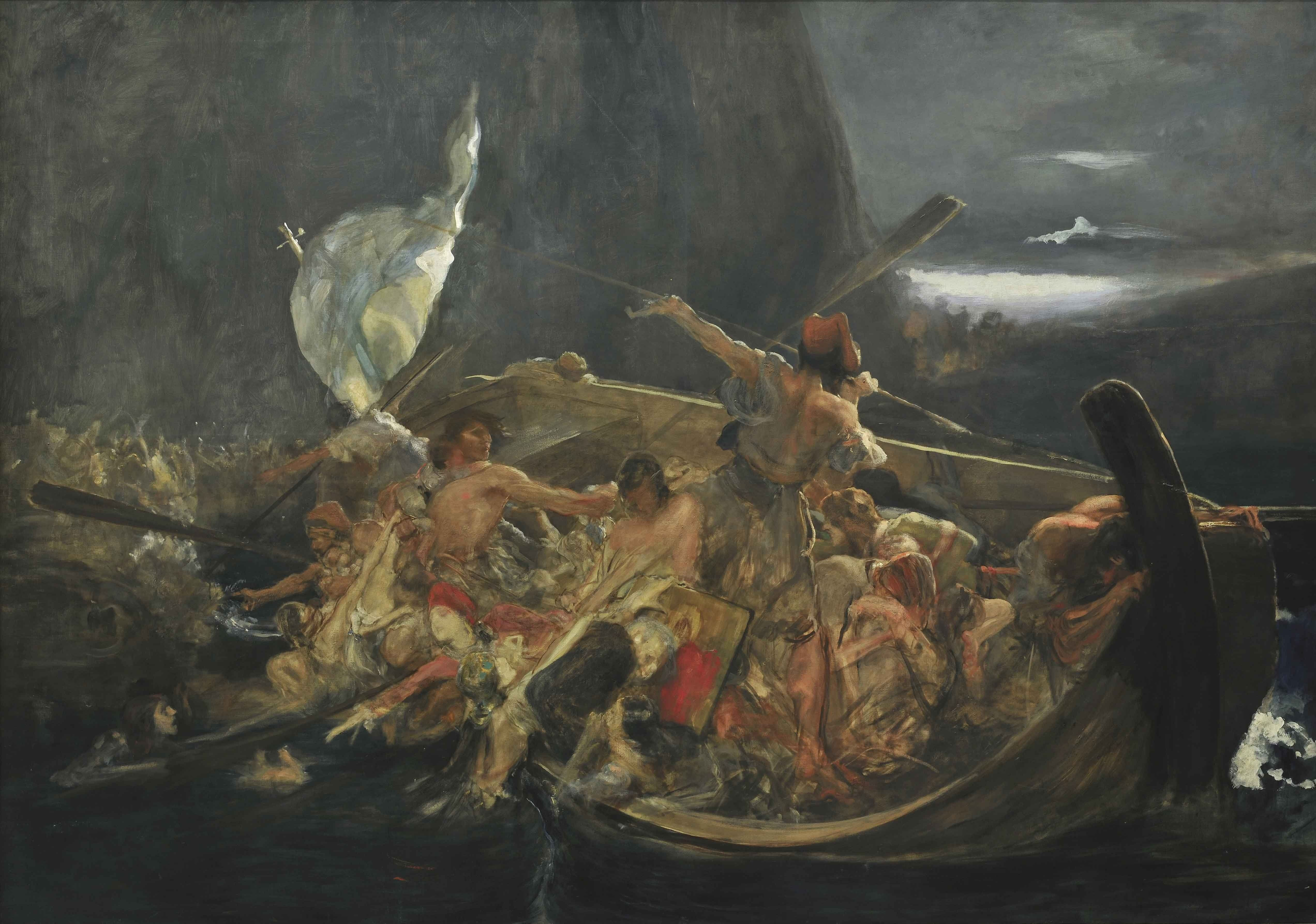
Après la chute de Psará de Nikólaos Gýzis évoque la fuite des survivants sur des navires sans mâts ni gouvernails.

La colonne ottomane s'avança alors vers le sud. Elle se scinda en deux. Une partie (3 000 soldats) se dirigea vers le sud-est, vers la petite ville de Ftelio dont les canons tournés vers la mer menaçaient la flotte ottomane. Après une résistance acharnée, les Grecs finirent par succomber et périrent au combat,. La flotte de Husrev Pacha, quant à elle, fit le tour de l'île par l'est et attaqua le port prenant ses défenseurs (informés du débarquement au nord) à revers. Une partie des femmes et des enfants avaient été évacués sur les navires dans la rade. La confusion avait déjà causé la perte des plus faibles et des plus jeunes enfants, abandonnés ou noyés par leur mère qui ne pouvaient s'en occuper. La survie de l'une passait par la mort de l'autre. Ces navires furent victimes du bombardement naval des frégates ottomanes. Les femmes et enfants qui pensaient y avoir trouvé un refuge périrent,.
Les soldats ottomans qui constituaient la seconde partie de la colonne venue du nord, atteignirent Psará (Chora), la capitale de l'île, vers le milieu de la journée. Ils la prirent puis la rasèrent, mais après avoir dû s'emparer des maisons une par une. Quatre mille des 7 000 habitants de la ville furent massacrés. Leurs oreilles et leurs nez coupés furent salés et envoyés à Constantinople. Les autres furent réduits en esclavage. Les divers récits évoquent les femmes qui se seraient jetées dans la mer avec leurs enfants, préférant, comme les Souliotes, choisir leur mort. D'autres se seraient jetées dans la mêlée pour y périr (et éviter le viol), après avoir assisté à la mort de leur époux. Les Turcs subirent quant à eux de lourdes pertes.
Le lendemain, le siège de la forteresse de Palaiokastro, tenue par les Grecs, prit fin. Ses 500 à 600 défenseurs (mercenaires arvanites ou macédoniens selon les ouvrages, et Psariotes dont des femmes et des enfants) subirent divers assauts au cours de la journée et virent leur nombre diminuer à chaque fois. Réduits des deux-tiers, ils décidèrent d'emporter leurs assaillants avec eux dans la mort. À nouveau les versions divergent. L'historien grec Konstantínos Paparrigópoulos et le philhellène Thomas Gordon rapportent qu'après avoir tenté vainement d'enflammer une réserve souterraine de poudre à l'extérieur et perdu six hommes dans la tentative, les Grecs décidèrent de n'utiliser que les réserves à l'intérieur des fortifications. Pour les autres, au moment de l'assaut final, les défenseurs attendirent que le plus d'ennemis possible aient pénétré dans l'enceinte. Le drapeau psariote portant la devise Ελευθερία ή θάνατος (« La liberté ou la mort ») fut hissé et le chef des défenseurs, Antonios Vratsanos, mit lui-même le feu au magasin de poudres, tuant assiégés et assiégeants,.
Les rares Psariotes (et réfugiés) qui réussirent à survivre au massacre auraient profité de la confusion créée par l'explosion de Palaiokastro pour s'enfuir à bord d'une centaine de petites embarcations démâtées et sans gouvernail. Selon Konstantínos Paparrigópoulos, dix-neuf bricks, mouillés entre Psará et le petit îlot d'Antipsará, à l'ouest, auraient réussi à échapper à la flotte ottomane. Ils transportaient les principaux notables et les plus riches familles de l'île. Ils dérivèrent jusqu'à Tinos, Syros, Mykonos et Naxos ; les navires rescapés prirent comme nouvelle base l'île d'Égine, d'où ils participèrent aux combats ultérieurs. Après la fin de la guerre, les réfugiés émigrèrent vers l'Eubée, où ils fondèrent la ville de Néa Psará,. La frégate française Isis, qui croisait dans les parages aurait quant à elle recueilli 156 survivants,.
L'île aurait abrité 25 000 personnes avant l'attaque. Le bilan le plus courant est autour de 17 000 morts et vendus comme esclaves. Pour Konstantínos Paparrigópoulos, il y aurait eu 3 600 survivants. Le Capitan pacha prit ou brûla une centaine de navires psariotes. L'île fut surtout totalement désertée. Les observateurs dans les quelques années suivantes évoquaient une île intégralement vide. La flotte ottomane gagna ensuite sa base de Mytilène pour fêter sa victoire, laissant une garnison sur l'île et une escadre.

### La reconquête
Le massacre de Psará eut pour première conséquence la fin très provisoire des querelles intestines, voire des guerres civiles, entre insurgés grecs. Craignant de subir le même sort, les autres îles s'organisèrent. Le moindre mouvement de la flotte ottomane fut relayé à travers l'archipel.
Les premiers navires psariotes rescapés arrivèrent à Hydra la nuit du 4 juillet, provoquant la consternation et déclenchant une réaction rapide de la flotte grecque : Hydra et Spetses armèrent les vaisseaux encore au port (une première escadre, partie secourir Kassos, était déjà en mer depuis le 29 juin) et les réunit aux navires survivants de Psará ; la flottille combinée (seize navires et quatre brûlots), commandée par l'amiral Andréas Miaoúlis, appareilla les 6 et 7 juillet, espérant secourir les défenseurs de Palaiokastro. La première escadre grecque, commandée par Sachtouris, revenait de Kassos en direction d'Hydra quand elle reçut l'ordre de joindre le reste de la flotte. Les deux flottilles manquèrent cependant leur rendez-vous.
Le 15 juillet 1824 (3 juillet julien), Miaoúlis fit débarquer 1 500 pallikares grecs qui reconquirent l'île aux 1 000 soldats ottomans que Husrev Pacha avait laissés sur l'île. Les Ottomans furent traqués et égorgés dans les ruines de la ville et de Palaiokastron. Le dernier canon en état de fonctionner dans la citadelle fut récupéré. Les Grecs donnèrent ensuite la chasse à la flottille ottomane restée sur place, l'engagèrent et, après un combat de cinq heures, coulèrent les vingt navires turcs qui la composaient ; l'arrivée inopinée de la seconde division de Sachtouris, attirée par le bruit du canon, compléta la défaite ottomane.
Informé de ces évènements le 18, Husrev quitta Lesbos avec le gros de la flotte ottomane et rencontra les Grecs au nord de Chios le matin du 19 juillet. Malgré l'ordre de Miaoulis d'attaquer, une partie des navires grecs refusa de combattre et quitta la flotte ; le manque de vent bloqua ensuite les manœuvres. Les deux flottes restèrent en vue jusqu'au 22 juillet, puis Miaoulis, dont les navires se dispersaient progressivement, donna l'ordre de rentrer et rejoignit Hydra le 28. Psará fut alors à nouveau occupée par Husrev ; il récupéra les derniers canons, fit raser les derniers bâtiments encore debout et combler le port, puis après un court passage à Lesbos se dirigea vers son objectif suivant, l'île de Samos.
Les flottes grecque et turque s'affrontèrent à nouveau à plusieurs reprises en août ; des navires turcs furent détruits par des brûlots, et les Ottomans finirent par se replier vers Cos à la fin du mois, épargnant ainsi Samos.
Si l’indépendance de la Grèce fut acquise en 1830, Psará ne rejoignit ce pays qu’en 1912. À la fin du XIXe siècle, l'île comptait 932 habitants (dont 9 musulmans et 4 juifs).

## L'émotion face au massacre

### Les effets du massacre de Chios

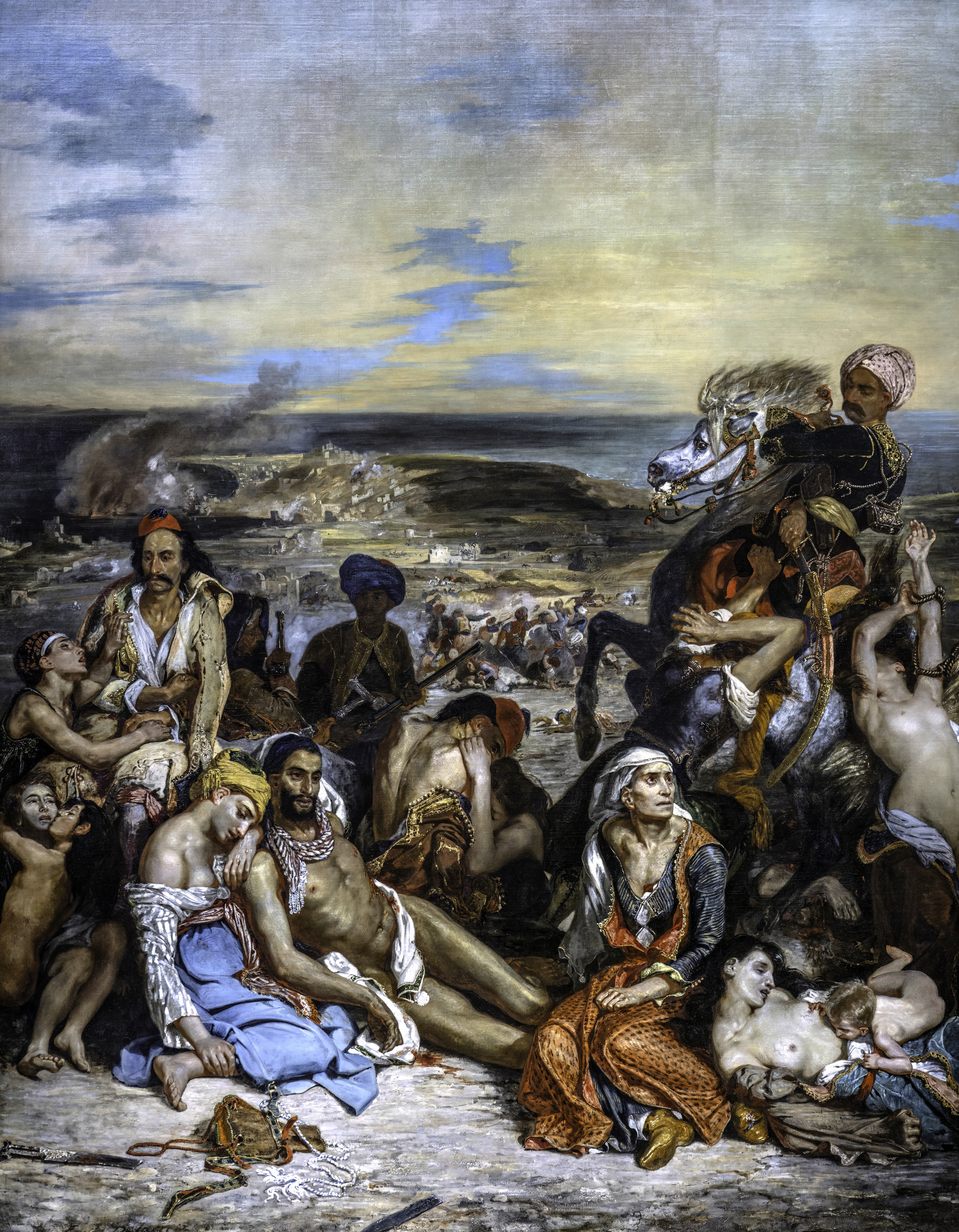
Scène des massacres de Scio par Eugène Delacroix.

L'indignation face au massacre de Psará fut bien souvent englobée dans celle ayant suivi le massacre de Chios. Le célèbre tableau d'Eugène Delacroix, Scène des massacres de Scio, fut en effet exposé au Salon de 1824, l'année du massacre de Psará. De même, la mort de Lord Byron lors du siège de Missolonghi avait dirigé les regards des philhellènes vers d'autres parties de la Grèce.
Pierre-Jean de Béranger écrivit cependant un poème Psara où il critiquait l'inaction occidentale après les massacres à Chios et imaginait les soldats ottomans chantant en massacrant sur l'île :
« Mais de Chios recommencent les fêtes ;

Psara succombe, et voilà ses soutiens ! [...]

Pillons ces murs ! De l'or ! Du vin ! Des femmes !

Vierges, l'outrage ajoute à vos appas.

Le glaive après purifîra vos âmes :

les rois chrétiens ne vous vengeront pas. »

### Le souvenir en Grèce
Le poète Dionýsios Solomós et le peintre Nikólaos Gýzis ont réalisé des œuvres commémorant la chute de Psará.
Épitaphe de Dionýsios Solomós :
| « Στῶν Ψαρῶν τὴν ὁλόμαυρη ράχη, Περπατῶντας ἡ δόξα μονάχη, Μελετᾶ τὰ λαμπρὰ παλλικάρια, Καὶ στὴν κόμη στεφάνι φορεῖ, Γινωμένο ἀπὸ λίγα χορτάρια, Ποὺ εἶχαν μείνει στὴν ἔρημη γῆ. » | « Sur la crête toute noircie de Psara, La Gloire, marchant seule, Contemple les splendides pallikares, Et dans les cheveux, elle porte une couronne, Faite des quelques derniers brins d'herbe, Qui restaient encore sur cette terre désertée. » |

Œuvres de Nikólaos Gýzis :

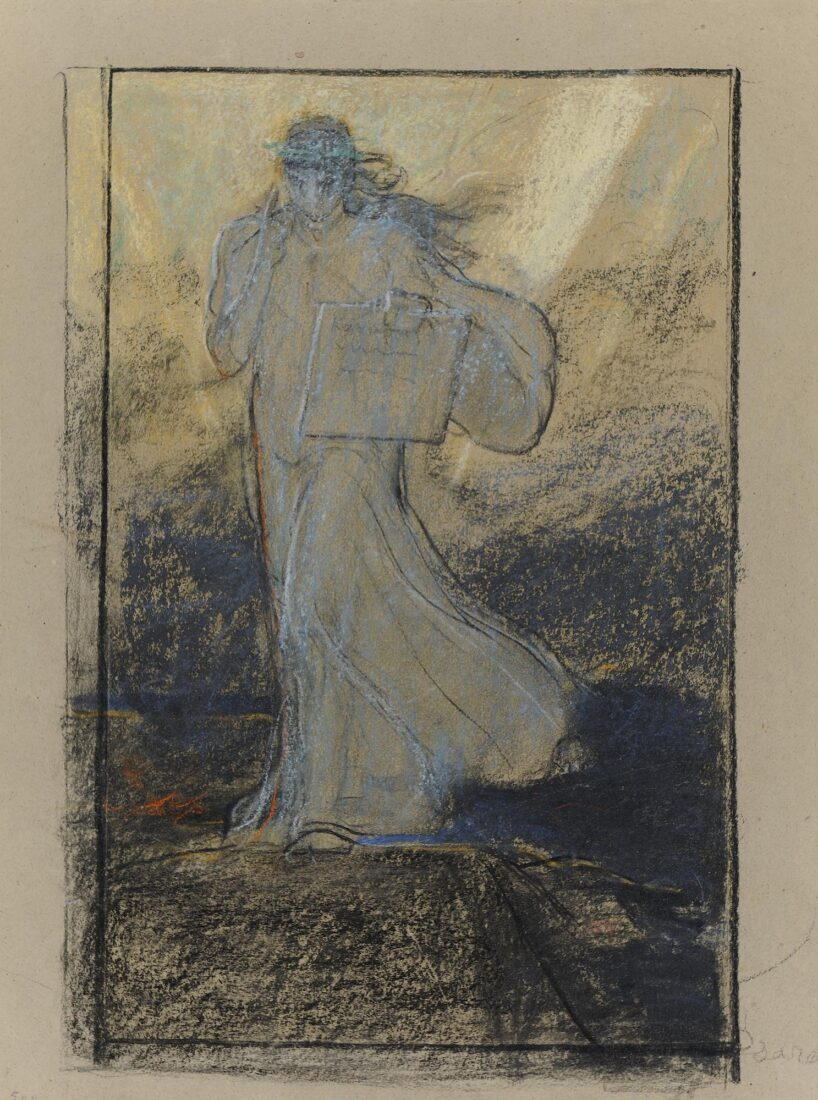
La Gloire de Psara, pastel sur papier, 1896
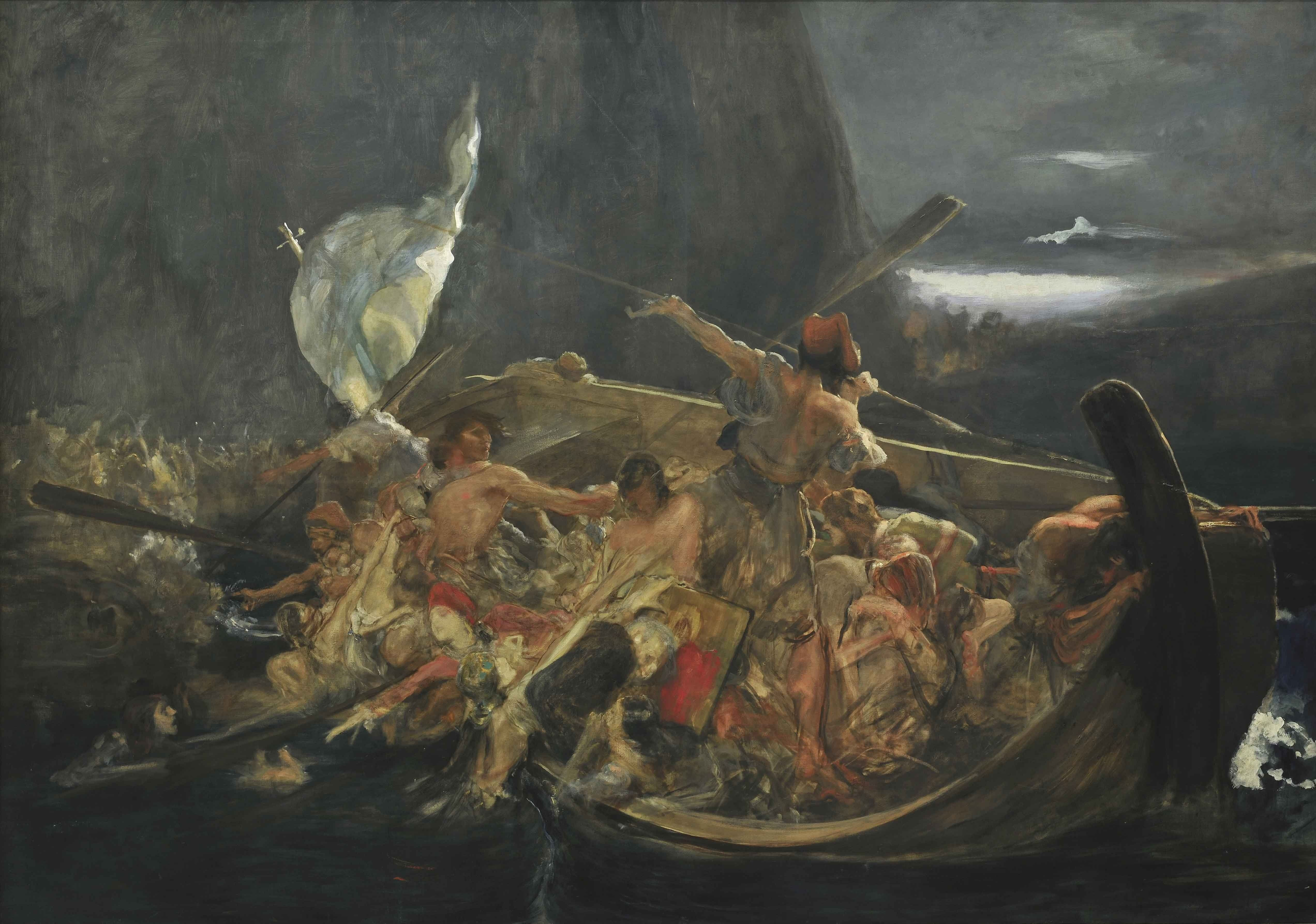
Après la destruction de Psara, huile sur toile, 1896-1898
La Gloire de Psara, huile sur toile, 1898